# Daniel Albornós
Daniel Alberto Albornós (Deán Funes, provincia de Córdoba, Argentina, 17 de julio de 1978) fue un futbolista argentino que se desempeñaba como delantero.

## Trayectoria
Albornós debutó el 15 de diciembre de 1996 de la mano de Ricardo Gareca, en un clásico cordobés que ganó la T por 1 a 0. Después de un año y medio en la B Nacional, donde tuvo el trago amago de perder una final por penales ante Gimnasia y Tiro, consiguió el ascenso en pleno Mundial 1998. Fue alegría máxima para él porque anotó el gol que sería definitorio para llevar el encuentro a penales. Talleres ganó el primer partido 1 a 0, Belgrano ganó 2 a 1 en la revancha. Pero Albornós anotó el gol del "matador", que ganó el ascenso después de cuatro años en la segunda división del fútbol argentino.
En su debut en la Primera División tuvo una temporada destacable. Anotó su primer gol de los 6 que tiene en la máxima categoría. Fue en la victoria frente a Lanús por 4 a 1 como visitante, cuando a los 37 minutos del primer tiempo empató el partido, que después lo dieron vuelta Rodrigo Astudillo, José Luis Fernández y Diego Garay.
Después de haber estado 5 años en la Primera División de la T, quiso probar suerte en un Argentinos Juniors que no estaba pasando por su mejor momento, apremiado por el promedio del descenso. Llegó para el Clausura 2002 y no pudo hacer nada para torcer la historia: 11 partidos y solamente 2 como titular fueron demasiado poco. El Bicho, con Jorge Solari como DT descendía por tercera vez en su historia.
Después de un año sin rumbo, algunos dicen que estuvo en Gimnasia de Jujuy, aunque no tiene partidos oficiales con esa camiseta. Volvió a Córdoba para defender la camiseta de un Racing que buscaba retornar a la B Nacional, tras haber bajado en un recordado empate contra Platense. En La Academia cordobesa logró el ascenso al superar en las semifinales a Atlético Tucumán, y otra vez Albornós estuvo en la B Nacional en la temporada 2004/05. Luego de tener algo de protagonismo en el Apertura 2004, donde jugó 15 partidos, sin marcar goles, en el Clausura 2005 jugó muy poco: 5 partidos. Al menos se dio el gusto de gritar 2 goles. Pese a eso, Racing quedó condenado a jugar la promoción, que terminó perdiendo ante Aldosivi de Mar del Plata.
Después de permanecer un año con el club de Nueva Italia en el Argentino A, se mudó a San Francisco para jugar en Sportivo Belgrano, para terminar su carrera de diez años como futbolista en el Argentino B. En 2008, ya con el título de director técnico, asumió la conducción de la Novena División de Talleres, mando que dejó en el año 2012.
Luego trabajó como coordinador y después manager de Argentino Peñarol hasta 2022.

## Clubes
| Club               | País      | Años      | Partidos | Goles |
| ------------------ | --------- | --------- | -------- | ----- |
| Talleres           | Argentina | 1996-2001 | 89       | 13    |
| Argentinos Juniors | Argentina | 2002      | 11       | 0     |
| Racing (C)         | Argentina | 2003-2005 | 45       | 6     |
| Sportivo Belgrano  | Argentina | 2006-2007 | 16       | 0     |
| Total              |           | 1996-2007 | 161      | 19    |

## Palmarés
| Título             | Club                   | País      | Año  |
| ------------------ | ---------------------- | --------- | ---- |
| Primera B Nacional | Club Atlético Talleres | Argentina | 1998 |
| Copa Conmebol      | Club Atlético Talleres | Argentina | 1999 |
| Torneo Argentino A | Club Atlético Racing   | Argentina | 2004 |